# Sveindís Jane Jónsdóttir
Sveindís Jane Jónsdóttir (Keflavík; 5 de junio de 2001) es una futbolista islandesa. Juega como delantera en el Angel City FC de la National Women's Soccer League de los Estados Unidos y con la selección de Islandia desde el 2020. El mismo año, ganó el campeonato de Islandia con el Breiðablik, fue nombrada Jugadora del Año de la liga y recibió el Botín de Oro a la máxima goleadora de la temporada. En 2021, fue nombrada Futbolista Femenina de Islandia del Año. Con el VfL Wolfsburgo ha ganado una Bundesliga y dos Copas de Alemania.

## Biografía
Sveindís nació y se crio en Keflavík, Islandia. Su padre es islandés y su madre ghanesa.

## Trayectoria
Sveindís debutó con el primer equipo de Keflavík en 2015. Durante la temporada 2016 marcó 27 tantos en 19 partidos en la 1. deild kvenna, segunda categoría del fútbol femenino en Islandia. En 2018, sus 9 goles en 18 partidos contribuyeron a que el equipo ascendiera a la Úrvalsdeild tras lograr el subcampeonato.
En diciembre de 2019, fue cedida al Breiðablik, equipo con el que obtuvo el campeonato en 2020 siendo nombrada Jugadora del Año además de ganar el Botín de Oro a la máxima goleadora con 14 goles, igualando la marca junto a su compañera Agla María Albertsdóttir pero en menos minutos.
Se incorporó al VfL Wolfsburgo en diciembre de 2020 e inmediatamente fue cedida al Kristianstads DFF sueco para adquirir experiencia. El 18 de abril de 2021, marcó a los 11 minutos en su primer partido en la Damallsvenskan. En su segundo compromiso, anotó un gol y asistió en otro en la victoria del Kristianstads por 2-1 contra el Djurgårdens. El 30 del mismo mes se lesionó la rodilla en un partido contra el Växjö DFF después de que su pie se atascara en el césped y fuera sacada de la cancha en camilla. Posteriormente fue descartada por al menos 6 semanas pero esto no impidió que en diciembre de 2021 recibiera el galardón a la Futbolista Femenina de Islandia del Año.
El 29 de enero de 2022, Sveindís se inició en la Bundesliga Femenina. En su debut como titular, el 11 de marzo de 2022, marcó dos goles en la victoria 5-1 ante el FC Colonia. En mayo de 2022 ganó la Bundesliga con el Wolfsburgo. En la temporada siguiente ganó la Copa de Alemania 2022-23 y finalizó en segundo lugar en la Bundesliga.
El 21 de mayo de 2025, Jónsdóttir fue anunciada como nueva jugadora del Angel City FC, firmando un contrato por dos años y medio.

## Selección nacional
Sveindís fue convocada a la selección de Islandia por primera vez el 17 de septiembre de 2020 para hacer frente a Letonia. Su primer gol internacional llegó en este partido al minuto 8, seguido de otro tanto en el minuto 32 en la victoria de Islandia por 9-0.

## Estadísticas

### Clubes
| Club                       | País           | Año         |
| -------------------------- | -------------- | ----------- |
| Keflavík ÍF                | Islandia       | 2015 - 2020 |
| Breiðablik (cedida)        | Islandia       | 2020        |
| VfL Wolfsburgo             | Alemania       | 2020        |
| Kristianstads DFF (cedida) | Suecia         | 2021        |
| VfL Wolfsburgo             | Alemania       | 2022        |
| Angel City FC              | Estados Unidos | 2025        |

## Títulos

### Campeonatos nacionales
| Título             | Club           | País     | Temporada |
| ------------------ | -------------- | -------- | --------- |
| Úrvalsdeild kvenna | Breiðablik     | Islandia | 2020      |
| Bundesliga         | VfL Wolfsburgo | Alemania | 2021-22   |
| Copa de Alemania   | VfL Wolfsburgo | Alemania | 2022-23   |
| Copa de Alemania   | VfL Wolfsburgo | Alemania | 2023-24   |

### Distinciones individuales
| Distinción                              | Año  |
| --------------------------------------- | ---- |
| Jugadora del Año de la Úrvalsdeild      | 2020 |
| Botín de Oro de la Úrvalsdeild          | 2020 |
| Futbolista Femenina de Islandia del Año | 2021 |